# یاسوزو ماسومورا
یاسوزو ماسومورا (به ژاپنی: 増村 保造 Masumura Yasuzō) یک کارگردان فیلم ژاپنی است. از فیلم‌های او می‌توان به خودکشی عاشقانه در سونه‌زاکی (فیلم ۱۹۷۸) اشاره کرد.